# Vielle organisée
Ne doit pas être confondu avec Viola organista.
La vielle organisée est un instrument de musique combinant une vielle à roue et un orgue de petite taille : le clavier de la vielle contrôle simultanément l'envoi du vent dans les tuyaux de l'orgue, cependant que la manivelle actionne les soufflets qui le produisent.
Cette vielle organisée appartient à la tradition des instruments « organisés » dans lesquels différents instruments sont combinés, par exemple orgue et piano ou orgue et clavecin (claviorganum). - référence Bröcker - Ces instruments étaient généralement fort coûteux donc rares, c'est pourquoi les vielles organisées ne sont qu'au nombre de 19 dans les musées et collections d'Europe. Les premières remontent à la première moitié du XVIIIe siècle.

## Descriptif

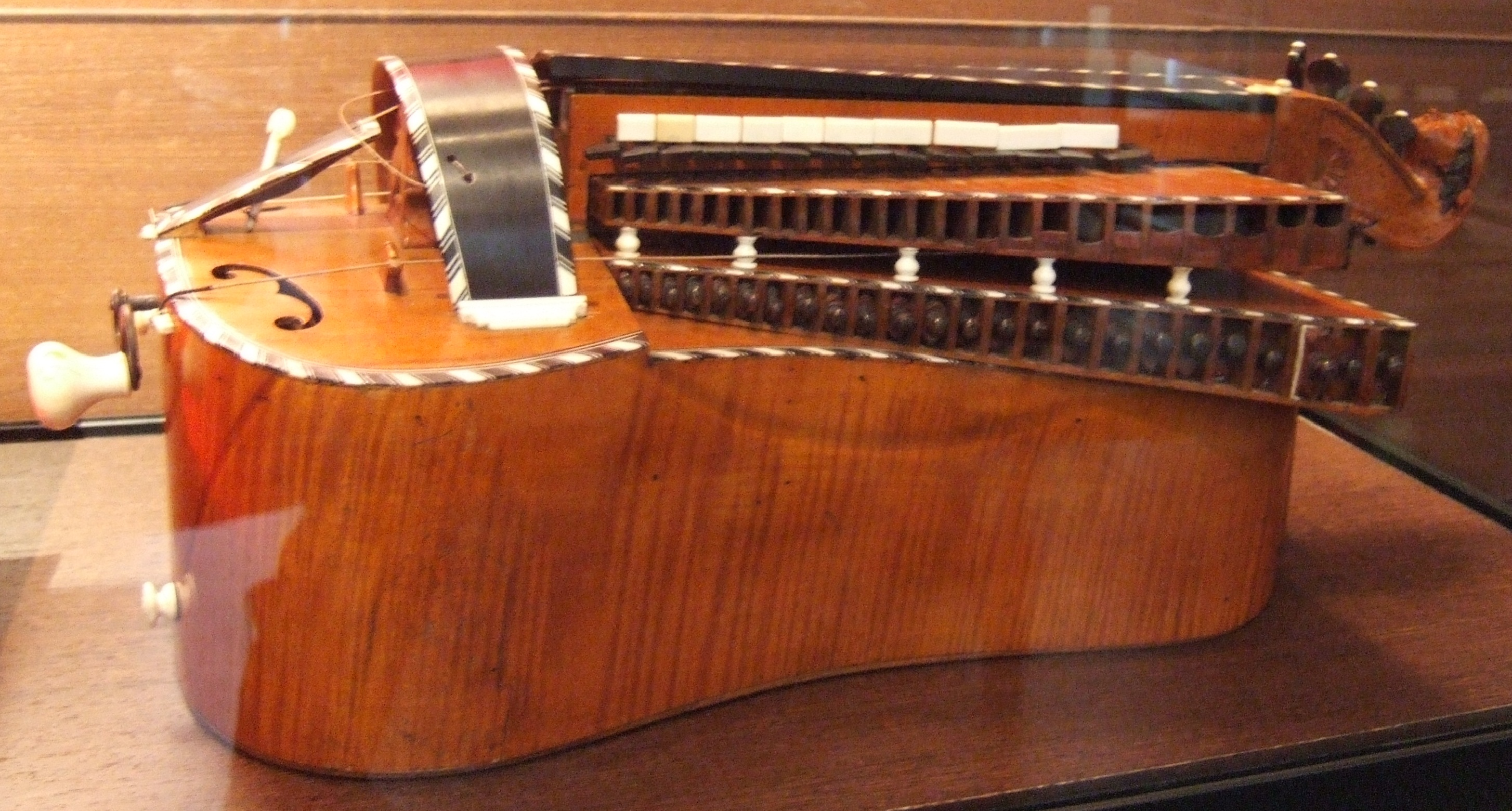
Vielle organisée par César Pons (Grenoble, vers 1770) - Bruxelles, Musée des Instruments de Musique

La lira organizzata, selon la terminologie employée en italien sur les partitions, ou vielle organisée, est un instrument composite associant une vielle à roue et des jeux d'orgue. Sa facture est de trois types : 
- tuyaux d'orgue insérés dans le corps de la vielle (le plus fréquent mais inadapté aux œuvres composées par Joseph Haydn)
- soufflet activé par le vilebrequin
- pédale d'alimentation d'air

Les instruments encore existants sont conservés dans des musées ou des collections privées et ne sont pas « jouables ». Christophe Coin et Matthias Loibner (de) ont fait réaliser une reconstitution de l'exemplaire du Victoria and Albert Museum de Londres par le luthier autrichien Wolfgang Weichselbaumer.

## Particularité de la technique de jeu
La technique de jeu se distingue de celle de la vielle à roue qui possède le même clavier et le même entraînement par manivelle.
Il est possible de jouer en polyphonie avec la partie orgue, cependant que la corde unique de la partie vielle n'émet que la note la plus aiguë quand on appuie sur plusieurs touches à la fois : elle ne permet pas de jouer des accords.
Ainsi il n'est pas possible de jouer de la même façon trilles et arpègements : sur la vielle, la note la plus basse n'est pas émise quand on laisse la touche enfoncée et qu'on joue une note plus aiguë, alors que sur l'orgue, l'émission de la note grave continue.
On peut, sur la vielle, produire un vibrato en jouant sur la force avec laquelle on appuie sur la touche, ce qui influe sur la vibration de la corde mélodique, et on peut aussi s'approcher d'un ton voisin (un appui marqué accroît la tension de la corde donc la fréquence de la note émise). Il est aussi possible de jouer sur le volume sonore : la partie orgue y est insensible.
Du fait que le réservoir à vent ne se vide pas instantanément quand on cesse de tourner la manivelle, il est possible à l'orgue d'émettre des sons pendant que la vielle se tait. Grâce à cela, la main droite devient libre pour changer la registration pendant ces passages à vide et mettre en ou hors fonction des cordes de la vielle. Il est aussi possible, par ce procédé, de jouer de courts passages à deux mains.

## Répertoire
- Joseph Haydn : 5 concerti per la lira organizzata et 8 Notturni ;
- Ignace Pleyel : deux pièces ;
- Wolfgang Amadeus Mozart : une pièce (attribution incertaine) ;
- Adalbert Gyrowetz : plusieurs œuvres (perdues)[1].

## De nos jours
Avec la première édition des concertos de Haydn par H. C. Robbins Landon en 1959, et pour tenter de les exécuter de façon authentique, commença une longue série de tentatives pour reconstruire la vielle organisée. Quelques facteurs d'instruments se sont attelés à cette tâche, en particulier  Diego Abriel, Yves Donnier, Harald Elofsson, Robert Moore, Kurt Reichmann, Theo Scharpach und Wolfgang Weichselbaumer.
En 1978, le facteur Reichmann de Francfort sur le Main a présenté sa reconstitution  à la Foire de Francfort.
À partir de 2004, Weichselbaumer à Vienne a construit 4 exemplaires qui sont régulièrement joués depuis début 2005 lors de concerts avec l'Ensemble Baroque de Limoges, concerts notamment joués à la Cité de la Musique à Paris, ou avec le Musikverein de Vienne. Les artistes solistes lors de ces concerts sont Matthias Loibner, Tobie Miller et Thierry Nouat.